# Elke Rock

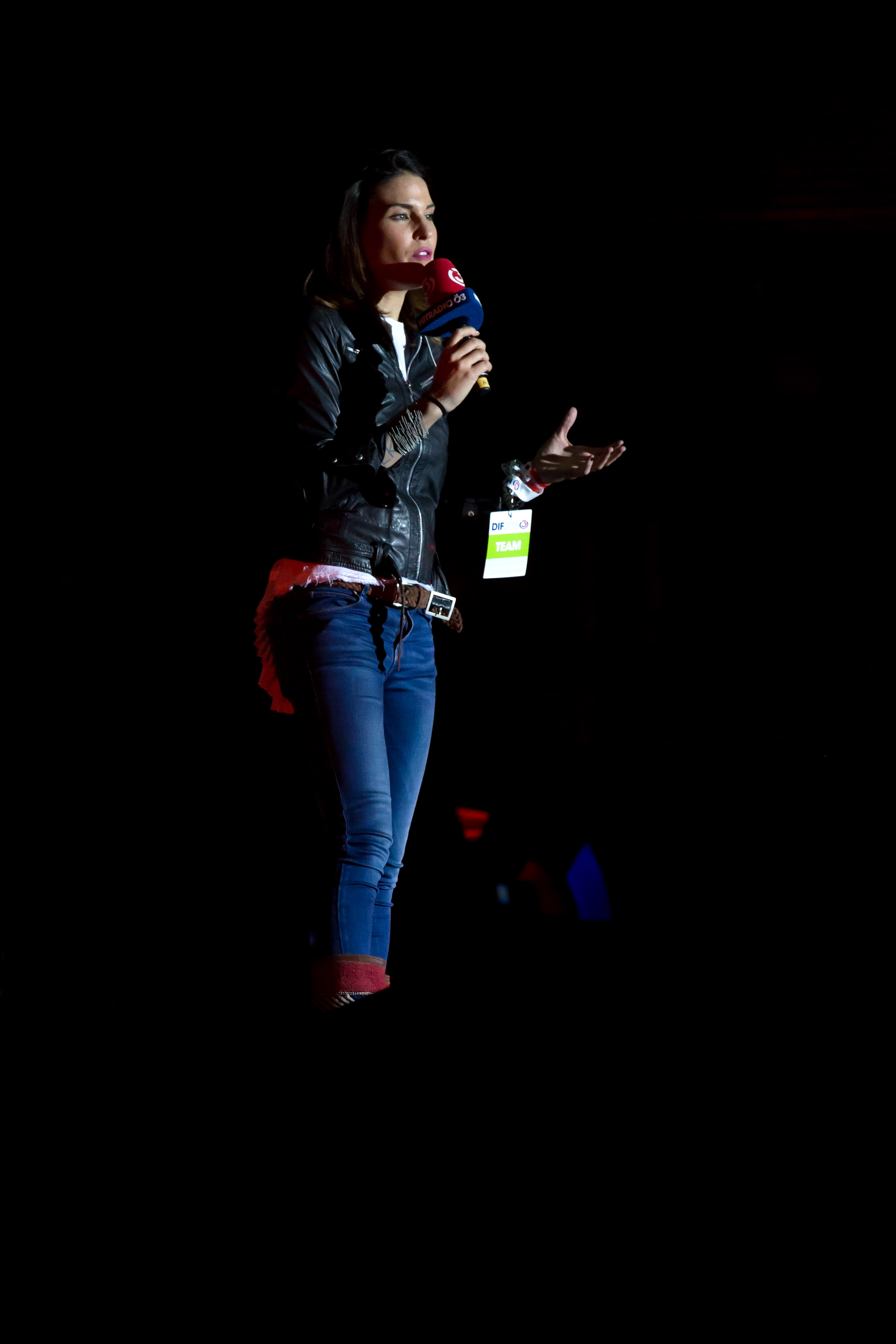
Elke Rock, 2015

Elke Rock (* 23. März 1983 in Graz als Elke Lichtenegger) ist eine österreichische Hörfunk- und Fernsehmoderatorin.

## Leben
Nach ihrer Matura 2001 am BG und BRG Seebacher in Graz arbeitete Rock bei diversen Radiostationen als Volontärin. Von 2003 bis 2007 moderierte sie bei KroneHit Radio und war zusätzlich noch als Musikredakteurin tätig. Im Sommer 2007 folgte der Wechsel zu Ö3. Seither arbeitete sie als Moderatorin von Ö3-Sendungen wie Treffpunkt Ö3, Die Ö3 Wochenendplaylist und Ö3 Playlist, sowie die Ö3 Hauptabendshow, Radio Holiday und das Ö3 Gemeinderadio. Im Jahr 2014 übernahm sie die Moderation der Ö3-Sendung Ö3 Austria Top 40, die Sendung mit den offiziellen österreichischen Verkaufscharts. Aktuell moderiert sie den Vormittag auf Ö3 und den Ö3 Wecker am Samstag.
In den Jahren 2013 bis 2022 moderierte Rock auf der Ö3-Bühne beim Donauinselfest, dem größten Open-Air-Festival Europas. 2015 moderierte sie die Liveübertragung des Lifeball auf Ö3 und interviewte zahlreiche internationale Gäste wie z. B. Jean Paul Gaultier oder Dita Von Teese.
Zudem ist Rock als Moderatorin bei Veranstaltungen für Firmen in Österreich und Deutschland tätig. 
Elke Rock ist Hobbysportlerin und machte als Triathletin Werbung für eine Sportartikelfirma.
2014 erntet sie für ihre Äußerungen über eine vermeintliche österreichische Band heftige Kritik; in der Sendung Ja Genau erzählte sie, dass sie beim Arbeiten vom lästigen Gesang „irgendeiner österreichischen, vollkommen unbekannten Band, die halt irgendwie versucht, uns ein Lied zu verkaufen, das wir aber nicht wollen, weil es wahrscheinlich ganz schlecht ist“ gestört wurde. Es stellte sich jedoch heraus, dass es die bekannte US-Band Imagine Dragons gewesen war. Kritiker nahmen dies als Beleg dafür, dass österreichische Musik bei ihrem Sender vernachlässigt werde.
Am 4. Juni 2016 heiratete sie den Unternehmer Andreas Rock, mit dem sie davor vier Jahre liiert gewesen war. Die beiden haben seit 2018 einen gemeinsamen Sohn. Anfang 2020 folgte die Scheidung der Ehe.
Am 16. November 2016 sprach Elke Rock im Österreichischen Bundesrat bei einer Enquete zum Thema „Digitale Courage“ über ihren Shitstorm rund um ihre Interviewaussage zum Thema „österreichische Musik“.